# Namibiopsis punctata
Namibiopsis punctata är en fjärilsart som beskrevs av Boris Ivan Balinsky 1994. Namibiopsis punctata ingår i släktet Namibiopsis och familjen mott. Inga underarter finns listade i Catalogue of Life.